# Ragtime (Film)
Ragtime ist ein US-amerikanischer Film des Regisseurs Miloš Forman aus dem Jahr 1981, basierend auf dem gleichnamigen Roman von E. L. Doctorow aus dem Jahr 1975. Der Film bezieht sich auf zentrale historische Ereignisse in den USA zwischen 1906 und 1914.

## Handlung
Eine Wochenshowmontage zeigt Berühmtheiten des frühen zwanzigsten Jahrhunderts, darunter Harry Houdini, Theodore Roosevelt, den Architekten Stanford White und das Leben in New York City, begleitet vom Ragtimepianisten Coalhouse Walker Jr. Der Millionär und Industrielle Harry Kendall Thaw verursacht einen Skandal, als White eine nackte Statue im Madison Square Garden enthüllt, für die Thaws Frau Evelyn Nesbitt, eine ehemalige Revuetänzerin, Modell stand. In der Überzeugung, Stanford White habe Evelyn "verdorben", erschießt ihn Thaw vor den Augen der Öffentlichkeit.
Eine wohlhabende unternehmerisch tätige Familie in New Rochelle, die aus Vater, Mutter, deren Sohn und dem jüngeren Bruder der Mutter besteht, findet in ihrem Garten ein ausgesetztes dunkelhäutiges Kind. Ursprünglich gegen den Willen des Vaters und auf Bestreben der Mutter und ihres Bruders wird das Kind aufgenommen und später die zurückkehrende Mutter des Kindes, Sarah, beschäftigt. Nach einiger Zeit versucht der Vater des Kindes, Coalhouse Walker Junior, sich mit der Mutter zu versöhnen. Bisher hatte er als Musiker keinen geregelten Lebenswandel geführt und sich dementsprechend auch nicht um das Kind gekümmert. Da er inzwischen aber eine feste Anstellung als Musiker gefunden hat und gewissen Wohlstand genießt, möchte er Sarah zurückgewinnen und sie heiraten. Im Zuge dessen kommen sich beide Familien näher.
Der jüngere Bruder hat den Mord Thaws an White mit angesehen und entwickelt eine Obsession für Evelyn. Thaws Anwalt Delmas besticht Evelyn, sie werde bei einer Scheidung eine Million Dollar bekommen, wenn sie über Thaws mentale Instabilität Stillschweigen wahre und aussage, dass White sie missbraucht habe. Während sie durch die Lower East Side spaziert, begegnet Evelyn dem Straßenkünstler Tateh, der seine untreue Ehefrau verstoßen hat. Er verlässt New York mit seiner Tochter und verkauft Daumenkinos, die er selbst gefertigt hat. Evelyn und der jüngere Brüder beginnen eine Affäre, während sie ihre Rückkehr auf die Bühne vorbereitet; er glaubt jedoch, sie würden heiraten. Nachdem Thaw für "nicht schuldig" aufgrund vorübergehender Unzurechnungsfähigkeit befunden wurde, informiert sein Anwalt Evelyn, dass Thaw sich wegen ihrer Untreue von ihr scheiden lassen möchte, und sie akzeptiert eine geringere Abfindung. Die Affäre mit dem jüngeren Bruder endet, dieser lässt sich treiben.
Bei einer Autofahrt wird Coalhouse von mehreren rassistischen Weißen, angeführt von Willie Conklin, dem Hauptmann der Feuerwache, angehalten, die ihm die Weiterfahrt verweigern. Coalhouse findet einen Polizisten, doch als er mit diesem zurückkehrt, ist sein Wagen mit Fäkalien verunreinigt und beschädigt. Walkers Versuche, sich Genugtuung zu verschaffen, scheitern; der Polizist besteht darauf, dass Colehouse seinen Wagen fortbringt, ansonsten werde er verhaftet. Coalhouse weigert sich und wird festgenommen. Nachdem Vater seine Entlassung bewirkt hat, stellen sie fest, dass der Wagen noch weiter beschädigt wurde. Coalhouse versucht juristisch dagegen vorzugehen, findet aber keinen Anwalt, der ihn vertreten möchte. Vater und jüngerer Bruder streiten über Coalhouses rechtliche Möglichkeiten. Als Sarah bald darauf bei einer öffentlichen Veranstaltung mit dem Präsidenten versucht, Theodore Roosevelt auf den Fall von Coalhouse aufmerksam zu machen, wird sie in einem Handgemenge mit Polizisten schwer verletzt und stirbt.
Daraufhin wendet Walker erstmals Gewalt an, um des Hauptmanns der Feuerwehr habhaft zu werden und an ihm Rache zu nehmen. Mit Hilfe einiger Unterstützer tötet er mehrere Feuerwehrmänner. Schließlich besetzt er – unterstützt von einigen Schwarzen sowie dem jüngeren Bruder der Mutter – die New Yorker Pierpont Morgan Library und droht mit deren Sprengung, um die Auslieferung des Feuerwehr-Hauptmanns sowie die Reparatur seines Autos zu erpressen. Zu Verhandlungen lässt der leitende Polizei-Offizier den Vater anreisen. Der ist jedoch von der Gewalt angewidert. Vater und Mutter reisen, von Reportern gejagt, nach Atlantic City, wo sie Tateh begegnen, der jetzt Filmregisseur ist und mit Evelyn Nesbitt arbeitet. Mutter fühlt sich von Tateh angezogen und es kommt zu einem Streit zwischen ihr und Vater.
Coalhouse und seine Bande haben mehrere Menschen in der Pierpont Morgan Library als Geiseln genommen. Police Commissioner Rhinelander Waldo möchte Walkers Kind als "Tauschobjekt", doch Mutter weigert sich, das Kind herauszugeben. Vater verlangt, sie solle ihm das Kind übergeben, und kehrt nach New York zurück, um Waldo zu helfen.
Booker T. Washington versucht, ebenso wie Vater, Walker zum Aufgeben zu überreden. Conklin wird von der Polizei gefasst und gezwungen, Coalhouse um Verzeihung zu bitten. Gegen freies Geleit für seine Unterstützer sichert Coalhouse zu, sich zu ergeben. Nachdem seine Mittäter unter Führung des jüngeren Bruders der Mutter entkommen sind, verlässt Walker mit erhobenen Händen die Bibliothek und wird auf der Stelle erschossen.
Der Film endet mit einer weiteren Wochenschau: Evelyn tanzt in einem Revuetheater und Thaw wird aus der Anstalt für Geisteskranke entlassen. Houdini gelingt das Kunststück, sich aus einer Zwangsjacke, mehrere Stockwerke über dem Boden schwebend, zu befreien, während die Zeitungen den Beginn des Ersten Weltkrieges verkünden. Der jüngere Bruder beginnt wieder bei der Feuerwehr zu arbeiten, und Vater beobachtet von seinem Haus in New Rochelle aus, wie Mutter, die sich von ihm allein gelassen fühlt, ihn mit Tateh und ihrem Adoptivkind (dem Sohn von Coalhouse) verlässt.

## Hintergrund
Der Name Coalhouse spielt auf die titelgebende Hauptfigur der Novelle Michael Kohlhaas von Heinrich von Kleist an. Ebenso wie Kohlhaas geht auch Coalhouse Walker Jr. in seinem unbedingten Streben nach Gerechtigkeit schließlich in den eigenen Untergang.
Es war der letzte Filmauftritt für Filmlegende James Cagney, der zugleich nach 14 Jahren auf die Film-Leinwand zurückkehrte. Cagneys Freund und langjähriger Filmpartner Pat O’Brien absolviert ebenfalls seinen letzten Filmauftritt in einer Nebenrolle.

## Rezeption
Die New York Times lobte den Film speziell für seine Darstellerleistungen.
Hellmuth Karasek würdigt in seiner Rezension des Films 1982 im Spiegel neben den darstellerischen Leistungen vor allem die Regiearbeit. Milos Forman behalte „in dem farbenprächtigen Gewusel der Totalen den Blick für das Detail, das dem Ganzen erst seinen kritischen Sinn gibt.“ Karasek kritisiert jedoch, dass in der Verfilmung von Doctorows Buchvorlage wichtige Romanfiguren „in die Abfallkiste fielen“. Dieser „leidvolle Weg eines Romans in seine verknappte Film-Version“ sei „dem Endprodukt auf der Leinwand leider noch anzusehen.“ So fehle „dem Film ‚Ragtime‘ trotz vieler eindrucksvoller Episodenrollen und trotz der einnehmenden Adrettheit, mit der Howard E. Rollins den Vorläufer der Black Panthers charakterisiert, die zentrale Figur.“

## Auszeichnungen
Der Film wurde bei der Oscarverleihung 1982 unter anderem für acht Oscars nominiert, ging bei der Preisverleihung aber leer aus:
- Nominierung in der Kategorie Beste Nebendarstellerin für Elizabeth McGovern
- Nominierung in der Kategorie Bester Nebendarsteller für Howard E. Rollins junior
- Nominierung in der Kategorie Bestes adaptiertes Drehbuch für Michael Weller
- Nominierung in der Kategorie Beste Kamera für Miroslav Ondříček
- Nominierung in der Kategorie Bestes Szenenbild
- Nominierung in der Kategorie Bestes Kostümdesign
- Nominierung in der Kategorie Beste Filmmusik für Randy Newman
- Nominierung in der Kategorie Bester Song für Randy Newman